# Епископ зворничко-тузлански Лонгин
Лонгин (световно Љубомир Томић, Фенлак, код Арада, 29. април 1893 — Манастир Тавна, 25. август 1977) био је епископ зворничко-тузлански.

## Световни живот
Рођен је 29. априла 1893. у Фенлаку, Епархија темишварска, од родитеља Тимотија и Мисирке.

## Монашки живот
По завршеној основној школи ступио је у манастир Гргетег. Замонашио га је на Петровдан 1919. архимандрит Данило (Пантелић), настојатељ манастира Гргетега, потоњи епископ далматинско-истријски. У чин јерођакона рукоположио га је епископ темишварски др Георгије (Летић). Као дворски ђакон завршио је средњу школу, богословију у Битољу и богословски факултет у Београду. На празник Св. арханђела Михаила 1938. патријарх српски Гаврило руоположио је архиђакона Лонгина у чин презвитера, а на Светог Николу произвео га у чин архимандрита. До избора за епископа био је на дужности економа богословског семинара у Сремским Карловцима, економа патријарашког двора у Београду, настојатеља манастира Раванице (Врдник) и Беочина.
Архимандриту Лонгину припада велика заслуга што су мошти св. цара Уроша, Св. кнеза Лазара и Св. праведног Стефана Штиљановића спасене 1941. од уништења и пренете 1941. у београдску Саборну цркву. За време Другог светског рата боравио је као избеглица у Београду, а после рата, 1945. Године, вратио се у Врдник где је започео рад на обнови манастира.

## Епископско звање
За епископа захумско-херцеговачког архимандрит Лонгин је изабран 1951. године и хиротонисан 1. јула исте године. У овој епархији епископ Лонгин је остао до 1955, а тада је прешао у Епархију зворничко-тузланску. У овој епархији епископ Лонгин је посебну пажњу поклонио подизању нових парохијских храмова и школовању свештеничког и монашког кадра.
Умро је 25. августа 1977. у манастиру Тавни. Ради изузетних заслуга у обнови манастира Тавне сахрањен је са северне стране у броду храма гдје и данас почивају његови посмртни остаци.